# Woskressenije 1

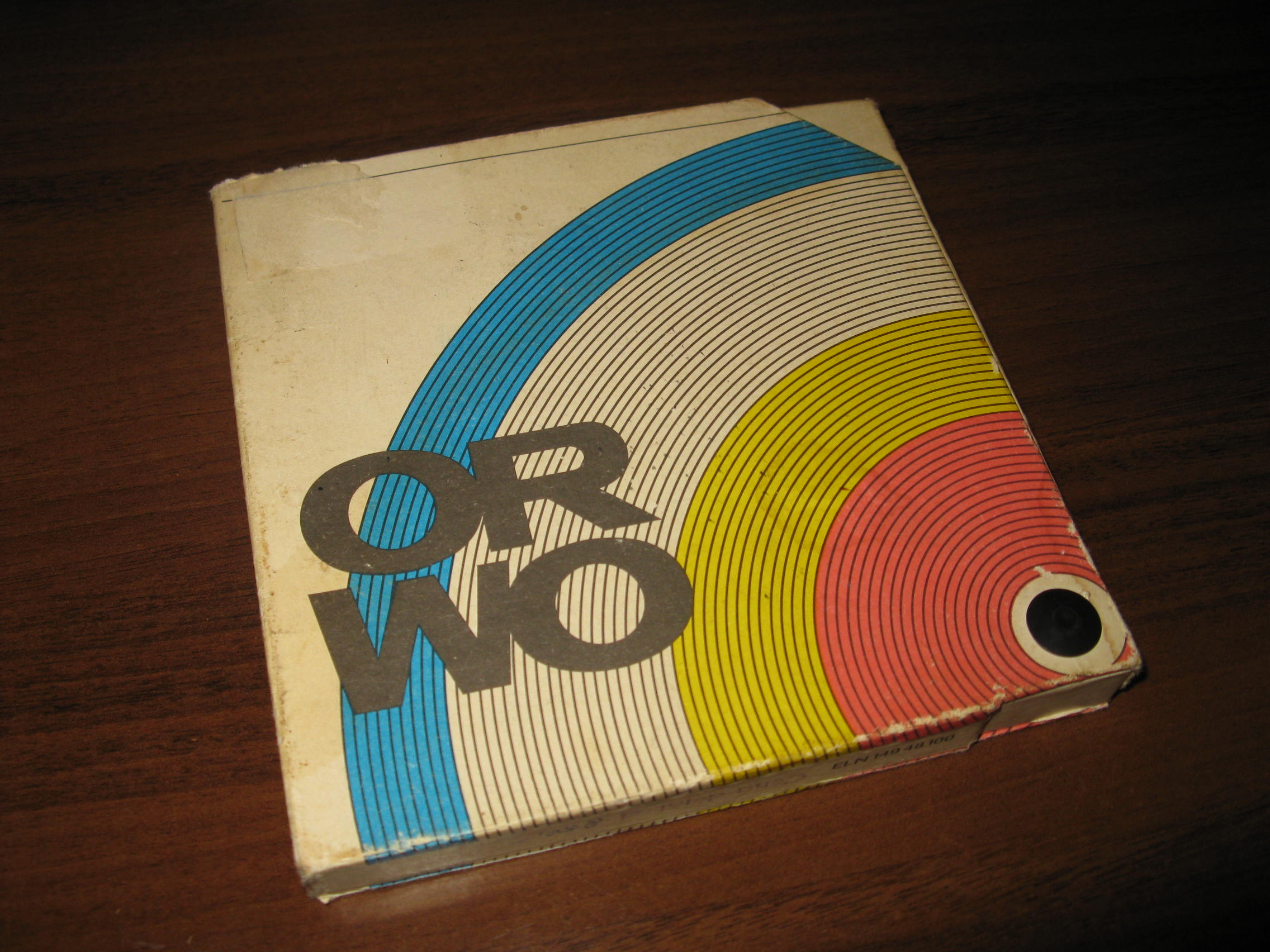
Eine derartige Verpackung eines ORWO-Magnetbandes diente als Cover der Wiederauflage 2002

Woskressenije 1 ist das erste Album der sowjetischen Rockgruppe Woskressenije. Das Album wurde 1979/1980 aufgenommen, war jedoch trotz seiner weiten Verbreitung in der UdSSR erst nach vierzehn Jahren im Handel erhältlich. Aufgrund der politischen Umstände erschien das Album zunächst nur im Magnitisdat, dabei kursierten unterschiedliche Fassungen. Die Wiederveröffentlichung von 2002 spielt darauf an; Grundlage des Covers ist die Verpackung eines ORWO-Magnetbandes. Insgesamt spiegelt die Entstehungsgeschichte die schwierige Situation der sowjetischen Rockmusiker zu dieser Zeit wider. Das Album hatte großen Einfluss auf die Entwicklung der sowjetischen Rockmusik. Einige auf dem Album veröffentlichte Lieder wurden zu Hits und erfreuen sich auch heute noch großer Beliebtheit.

## Entstehung

### Aufnahmen 1979

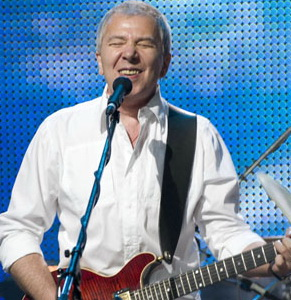
Alexei Romanow, 2009

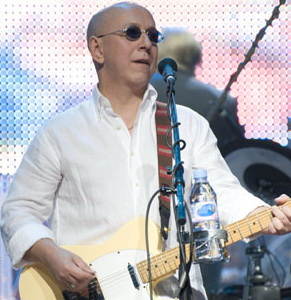
Andrei Sapunow, 2009

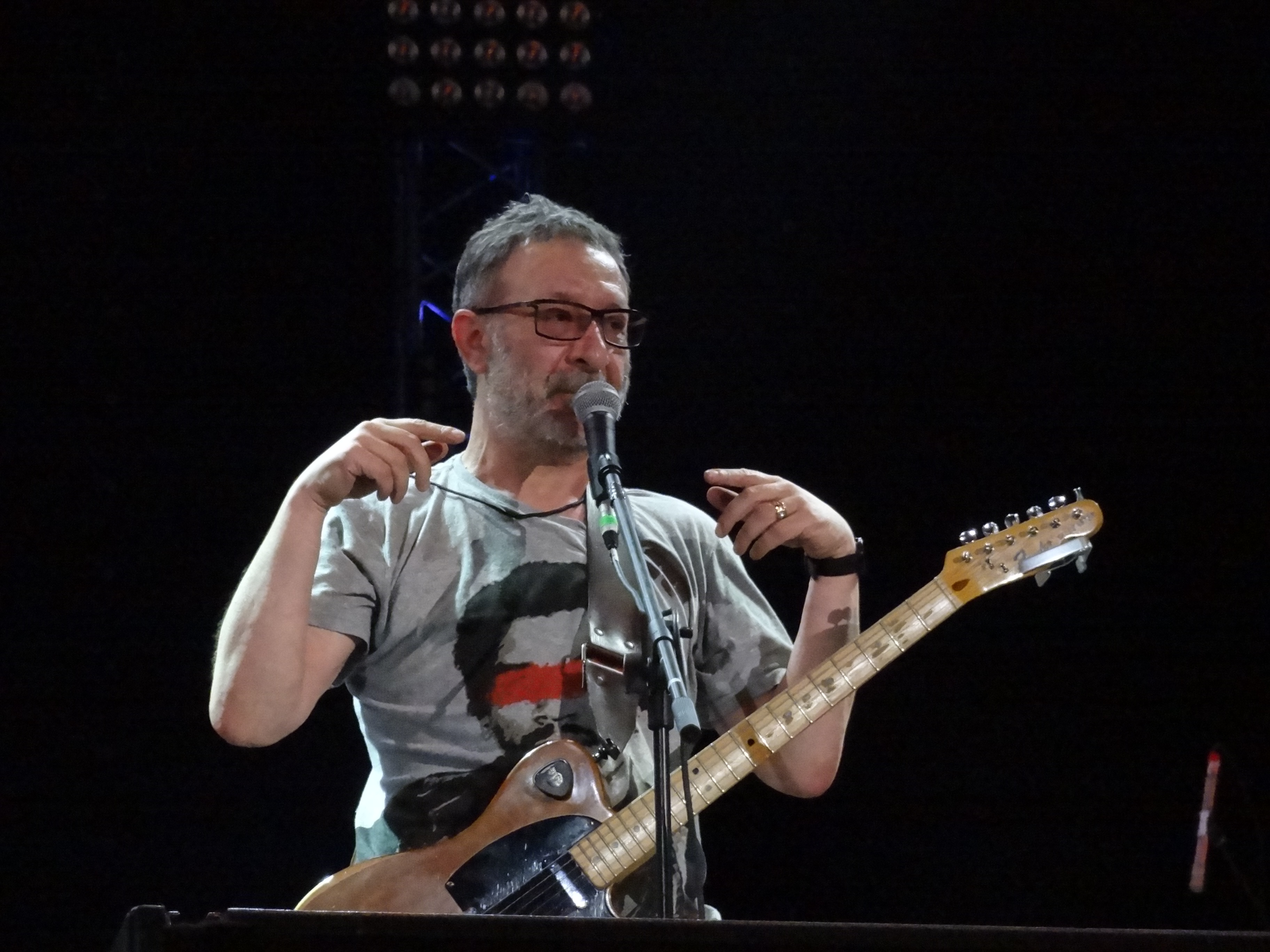
Jewgeni Margulis, 2014

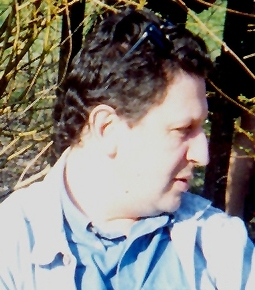
Alexei Makarewitsch, 1997

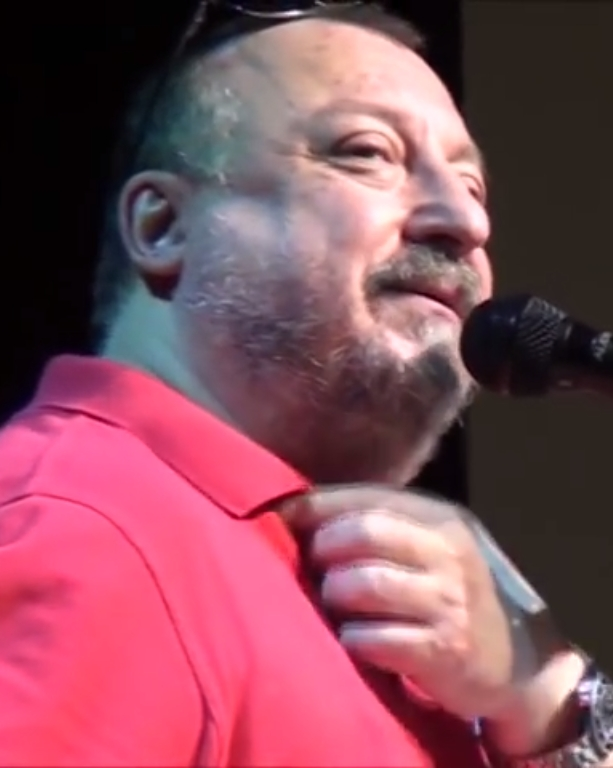
Pjotr Podgoretzki, 2012

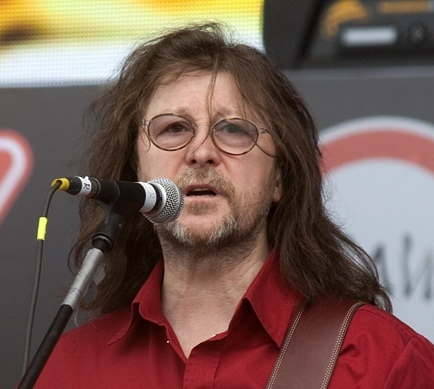
Alexander Kutikow, 2011

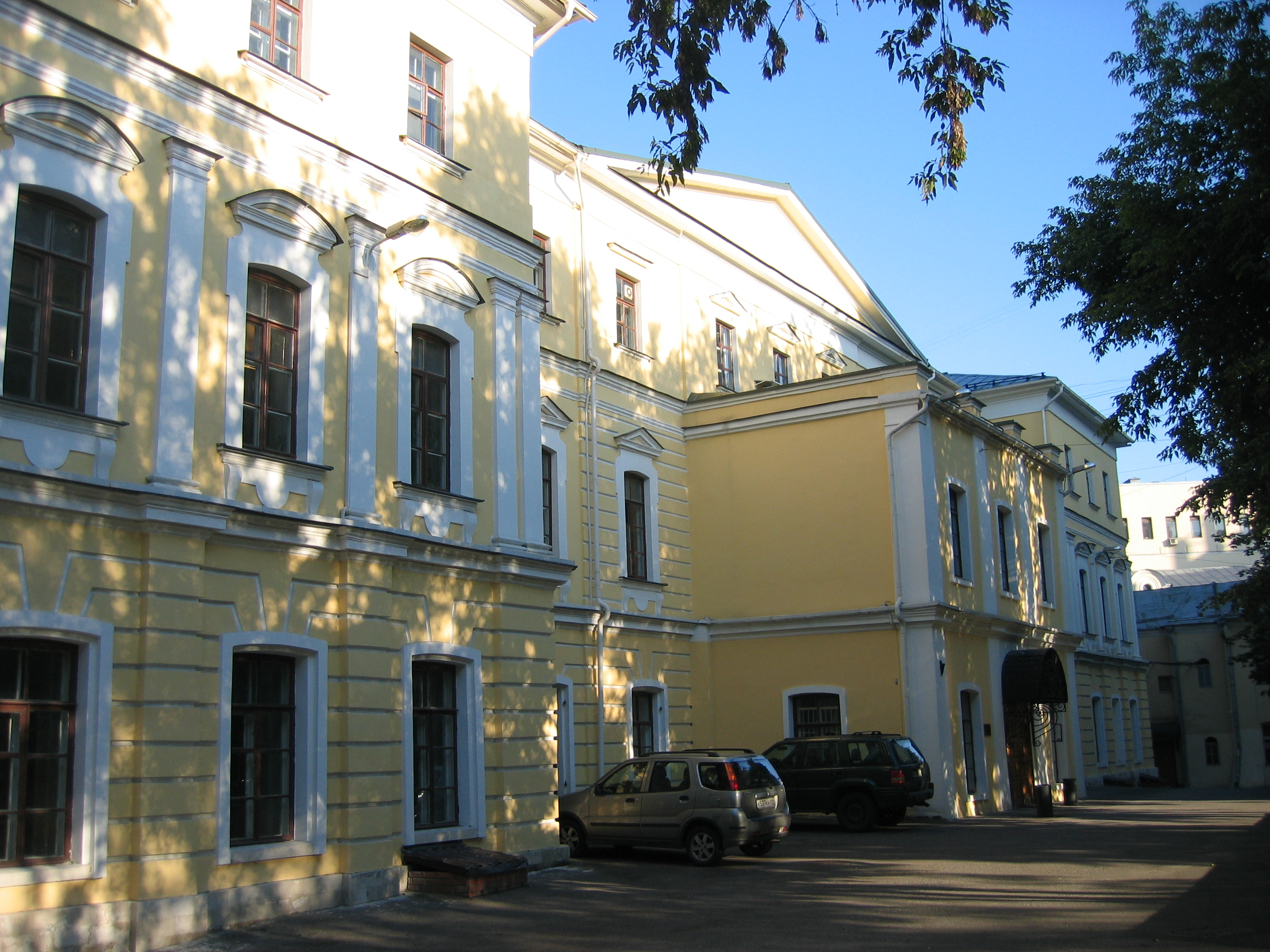
Staatliches Theaterinstitut Moskau

Nachdem sich 1979 zuerst Sergei Kawagoe und dann Jewgeni Margulis von Maschina Wremeni getrennt hatten, beschlossen sie zusammen mit Alexei Romanow eine neue Band aufzustellen. Da es sowohl an Instrumenten und Ausrüstung, als auch an einem Probenraum fehlte, probte das Trio zunächst nur mit einer akustischen Gitarre. Innerhalb kurzer Zeit wurden so zehn Lieder für  Aufnahmen ausgewählt, darunter auch einige, die Romanow in seiner Zeit bei „Maschina Wremeni“ 1974/75 geschrieben hatte. Romanow verfolgte die Absicht, mit dem Album die Gruppe bekannt zu machen, um bei den Konzerten die Zuschauerzahlen zu erhöhen. Die Einnahmen aus Livekonzerten waren zur damaligen Zeit für sowjetische Rockgruppen die einzige Einnahmequelle. Die Idee Romanows war es, die fertigen Aufnahmen über einen Bekannten dem Auslandsdienst des sowjetischen Rundfunks zuzuspielen, der diese dann senden würde. Da der Sender auf Mittelwelle auch in Moskau und Umgebung zu hören war, würde das die Bekanntheit der neuen Gruppen erhöhen. Möglichkeiten zur Werbung – außer Flüsterpropaganda – standen sowjetischen Rockgruppen nicht zur Verfügung.
Die Aufnahmen fanden im Juli im Studio des Theaterinstitutes in Moskau statt, wo Alexander Kutikow als Tonregisseur arbeitete. Kutikow hatte für die Aufnahmen ein Bandhallgerät, einen Flanger und ein Big Muff organisiert. Romanow strebt eine nach eigenen Worten eine „kommerzielle Qualität“ des Albums an. Man nahm vorwiegend nachts auf, um ungestört arbeiten zu können, da am Theaterinstitut gerade die Aufnahmeprüfungen stattfanden. Aufgenommen wurde auf einem 2-Spur-Tonbandgerät. Die Musiker mussten sich die Instrumente zum Teil von Bekannten ausleihen. Da die Qualität des elektronischen Hallgerätes nicht befriedigte, wurden die Lieder teilweise im Treppenhaus des Institutes  aufgenommen, um den gewünschten Effekt zu erzielen.
Das Trio wurde durch den Leadgitarristen Alexei Makarewitsch – Cousin des Frontmannes von „Maschina Wremeni“, Andrei Makarewitsch, und den Rhythmusgitarristen Andrei Sapunow verstärkt, mit denen Romanow zusammen bei „Kusnezki Most“ gespielt hatte. Die zehn Lieder wurden innerhalb von zwei Wochen eingespielt. Am problematischsten erwies sich „Ja tosche byl“, am einfachsten überraschenderweise „Sneschnaja Baba“. Am letzten Tag der Session nahm Sapunow mit Unterstützung von Margulis und Kawagoe noch sechs Kompositionen von Konstantin Nikolski auf. Nachdem Nikolski die Aufnahmen gehört hatte, war er mit einer Veröffentlichung nicht einverstanden, dennoch ist das Album auch mit 16 Aufnahmen, also einschließlich der Kompositionen Nikolskis, in Umlauf gekommen.

### Aufnahmen 1980
Im Juni 1980 nahm die Gruppe einige Stücke für die Diplomarbeit eines befreundeten Regisseurs  neu auf, diesmal im Studio des Gerassimow-Institutes für Kinematographie. Toningenieur war diesmal Alexander Artjunow. Aufgenommen wurden „Leto“, „Tak bywajet“, „Son“, „Gorodok“ und „Choroschi paren“, „Tak bywaet“ war schon Teil der Aufnahmen 1979 gewesen. Außerdem nahm die Gruppe noch ein Stück mit dem Titel „Ne wertje slowam“ auf. Die Gesangsaufnahmen zu diesem Stück wurden nicht fertiggestellt, so dass es eine Instrumentalversion blieb. Die Aufnahme galt lange Zeit als verschollen, wurde aber 2013 wiederentdeckt.

### Veröffentlichung 1993
Das Album wurde 1993 digital remastered und auf 2 CDs veröffentlicht. Verwendet wurden die Aufnahmen der Jahre 1979 und 1980, einschließlich der Kompositionen Nikolskis. Das Album erschien nun unter dem Namen „Kto winowat?“

### Neuauflage 2002
Im Jahr 2002 veröffentlichte das Label "Sojus" eine Neuauflage des Albums. Dazu wurden die Aufnahmen von 1979 und 1980 verwendet, jedoch ohne die Kompositionen Nikolskis. Das Lied „W schisni kak tjomnoi tschaschtsche“ fehlt ebenfalls, und die Reihenfolge der Stücke wurde geändert. Das Album erschien nun unter dem Namen „79“.

## Musikstil
Als erstes Album der damals noch jungen Band weist „Wosskressenije 1“ eine große stilistische Vielfalt auf. „Ja priwyk brodit odin...“ und „Tak bywajet“ sind Balladen, „Sneschnaja baba“ eine Rock'n'Roll-Nummer und „Drusjam“ eine Big-Beat-Nummer. „Swjosdy“ dagegen ist ein Rhythm and Blues, während „W schisni, kak w tjomnoi tschaschtsche“ eine der ersten Funk-Aufnahmen aus der Sowjetunion ist. Jewgeni Margulis war einer der ersten sowjetischen Rockmusiker, der sich mit dieser Art von Musik beschäftigte.

«Женька [Маргулис] тогда был с усами и напоминал грузинского милиционера, он прочно завис на чёрной музыке и был убеждённым «негром преклонных годов»: фанк, джаз-рок, Earth, Wind & Fire. Позже он смастерил себе безладовый бас и от зари до зари рубил на нём funky music»

„Schenja (Margulis) sah mit seinem Bart aus wie ein grusinischer Millizionär, er hing häufig mit schwarzer Musik ab und fühlte sich als "Neger im fortgeschrittenen Alter": Funk, Jazz-Rock und Earth, Wind & Fire. Später baute er sich einen Fretless Bass und hackte auf ihm funky music.“

Zur Aufnahme von „W schisni, kak w tjomnoi tschaschtsche“ wird kolportiert, dass Margulis zur Verbesserung seiner Stimmung Wodka getrunken habe und darüber eingeschlafen sei. Als er nach zwei Stunden geweckt wurde, sei er mit den Worten „Ich hatte verstörende Träume“ zum Mikrofon gegangen und habe zu improvisieren begonnen. Die Aufnahme wurde nicht wiederholt, sondern direkt für das Album verwendet.

## Covergestaltung
Die Aufnahmen 1079 und 1980 wurden lediglich auf Magnetband veröffentlicht und privat kopiert. Über die Gestaltung des Covers oder eine Tracklist machte sich die Band zunächst keine Gedanken.
Für das Cover der Ausgabe von 1993 dient eine stilisierte Flamme als Hintergrund. Das Cover trägt die Aufschriften „Kto winowat?“, „Woskressenije 79-80“ und „Digital Remastered“.
Für das Cover der Neuausgabe 2002 spielte man auf die Verbreitung des ursprünglichen Albums an. Grundlage des Covers ist die Verpackung eines ORWO-Magnetbandes aus den 1980er Jahren. Auf dem Cover befinden sich schwarz-weiße Porträtfotos der Musiker und der Schriftzug „Woskressenije 79“. Ergänzt wurde ein Aufkleber des Labels, der Aufkleber der Magnetbandverpackung blieb erhalten.

## Videoclip
„Woskressenije“ erhielt im Juni 1980, durchaus ungewöhnlich für eine sowjetische Rockgruppe, die Möglichkeit einen Videoclip zu produzieren. Im Video sind Kawagoe, Margulis, Romanow und Makarewitsch zu sehen, Sapunow fehlt in den Aufnahmen.

## Verbreitung und Rezeption
Die fertigen Aufnahmen wurden Dmitry Linnik, einem Freund der Musiker, übergeben, der beim staatlichen Rundfunk arbeitete. Das Lied wurde erstmals vom World Moscow Radio Service (russisch Всемирной службы Московского радио) ausgestrahlt, der am Vorabend der Olympischen Sommerspiele 1980 in Moskau ein positives Bild der Sowjetunion vermitteln wollte. Die Musiker selber reisten in den Sommerurlaub nach Pizunda. Nach ihrer Rückkehr waren sie von der Bekanntheit, die das Album inzwischen erreicht hatte, überrascht, jedoch waren sie immer noch nicht vorbereitet, um live aufzutreten. Romanow hatte zwar mit einem Erfolg des Albums gerechnet, war aber nicht davon ausgegangen, dass dieser so schnell eintreten würde. Die Gruppe war nicht in der Lage, auch nur ein einziges Konzert zu geben.
Margulis verließ die Band im September und kehrte erst im Januar 1980 zurück, um im April dieses Jahres erneut zu gehen, diesmal mit Makarewitsch und Kawagoe. Mit Margulis kamen im April Sergei Kusminok, Anik Mikojan und Pawel Smejan, die bis September 1980 blieben. An ihrer Stelle schloss sich Michail Schewjakow am Schlagzeug  der Band an. Mit ihm kam Konstantin Nikolski von „Zwety“. Romanow, Sapunow, Nikolski und Schewjakow bildeten dann die erfolgreiche Besetzung von „Woskressenije“, die bis zur ersten Auflösung der Band 1982 konstant blieb.
An die Veröffentlichung auf einem Tonträger durch die staatliche Plattenfirma Melodija war unter den damaligen Umständen nicht zu denken. Das Album wurde daher als sogenanntes „Magnetoalbum“ herausgegeben. Das bedeutete, dass das die Magnetbänder kopiert und weitergegeben werden. Heimtonbandgeräte waren Ende der 1970er/ Anfang der 1980er Jahre in der Sowjetunion weit verbreitet. Natürlich konnte die Gruppe bei dieser Art des Vertriebes keinerlei Einnahmen generieren.
Das Album wurde dabei sowohl mit zehn Aufnahmen, als auch mit 16 Aufnahmen, also einschließlich der von Nikolski nicht autorisierten, verbreitet. In der Ausgabe von 1980 wurden die ursprünglichen Aufnahmen um die fünf neuen Stücke ergänzt.
Die Ausgabe 1993 erschien unter verschiedenen Labeln, teilweise auch inoffiziell, als Schallplatte, CD und Kompaktkassette, die Wiederauflage 2002 bei „Sojus“ als ebenfalls Schallplatte, CD und Kompaktkassette.

## Coverversionen

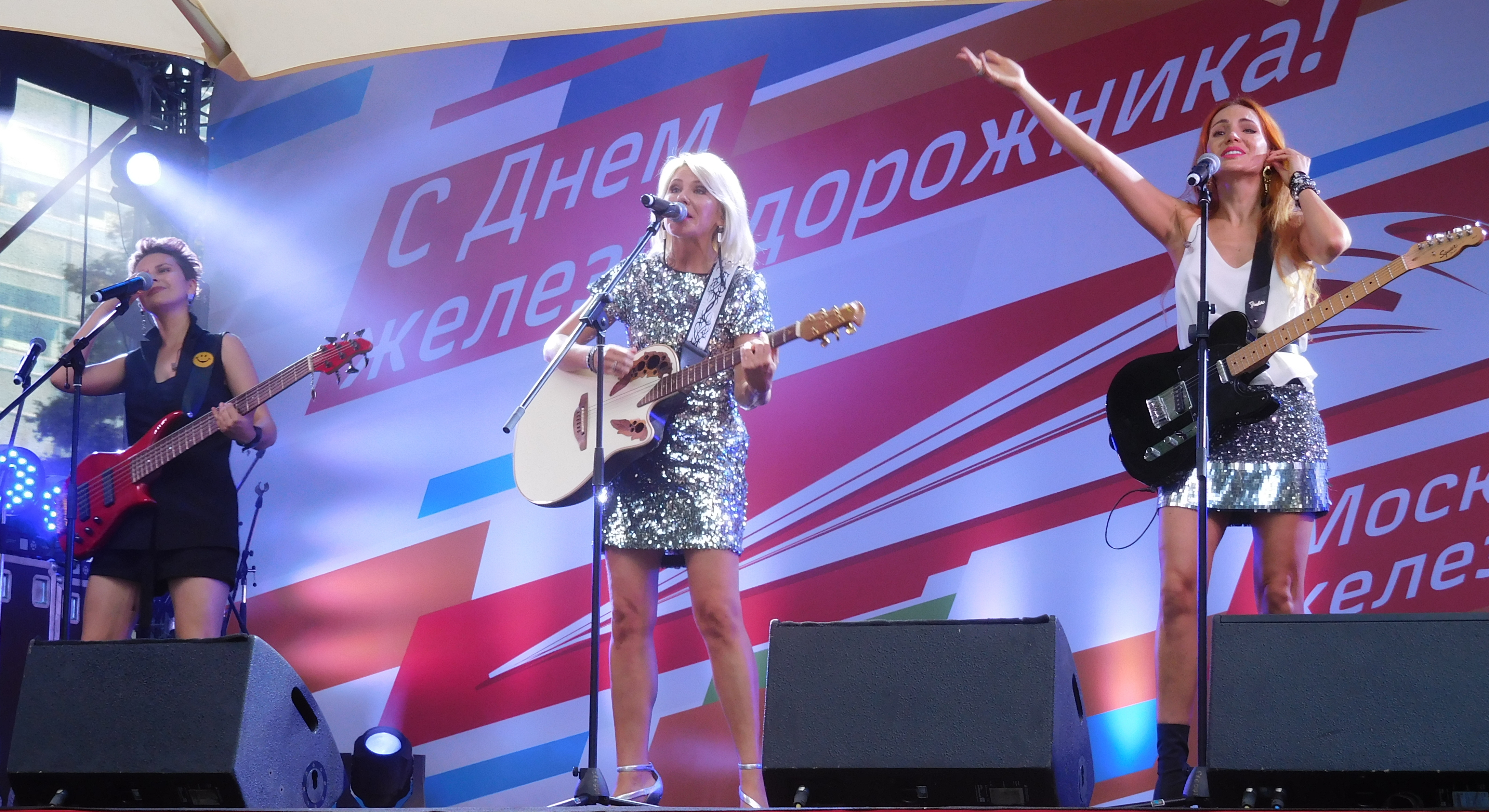
"Lizei"

Die russische Frauenrockband "Lizei" coverte auf ihrem Album „Domaschni arest“ 1992 drei Stücke aus dem Album: „Son“, „Leto (Stat samim soboj)“ und „Choroschi paren“.

## Titelliste

### Aufnahme 1979
| Nr. | Lied                           | Autor                | Transkription                          | Übersetzung                                | Länge |
| --- | ------------------------------ | -------------------- | -------------------------------------- | ------------------------------------------ | ----- |
| 01  | Мои песни                      | Romanow              | Moi pesni                              | Meine Lieder                               | 2:27  |
| 02  | Так бывает                     | Romanow/Kawagoe      | Tak bywajet                            | Es passiert                                | 3:01  |
| 03  | Друзьям                        | Romanow/Makarewitsch | Drusjam                                | Zu Freunden                                | 3:37  |
| 04  | Случилось что-то в городе моём | Romanow              | Slutschilos tschto-to w gorode mojom   | In meiner Stadt ist etwas passiert         | 4:11  |
| 05  | Снежная баба                   | Romanow              | Sneschnaja baba                        | Schneefrau                                 | 3:10  |
| 06  | Я тоже был                     | Romanow              | Ja tosche byl                          | Ich war auch                               | 4:35  |
| 07  | Я привык бродить один...       | Romanow              | Ja priwyk brodit odin...               | Ich bin es gewohnt, alleine zu wandern ... | 5:46  |
| 08  | Кто виноват?                   | Romanow              | Kto winowat?                           | Wer ist Schuld?                            | 3:45  |
| 09  | Звёзды                         | Romanow/Margilus     | Swjosdy                                | Sterne                                     | 3:30  |
| 010 | В жизни, как в тёмной чаще     | Romanow              | W schisni, kak w tjomnoi tschaschtsche | Im Leben wie im dunklen Dickicht           | 5:51  |
| 011 | Музыкант                       | Nikolski             | Musykant                               | Musikant                                   | 5:54  |
| 012 | Зеркало мира                   | Nikolski             | Serkalo mira                           | Spiegel der Welt                           | 3:27  |
| 013 | Поиграй со мной, гроза         | Nikolski             | Poigrai so mnoi, grosa                 | Spiel mit mir, Gewitter                    | 3:23  |
| 014 | Я сам из тех...                | Nikolski             | Ja sam is tech...                      | Ich selbst bin einer von denen ...         | 4:34  |
| 015 | Ночная птица                   | Nikolski             | Notschnaja ptiza                       | Nachtvogel                                 | 4:20  |
| 016 | Когда поймешь умом             | Nikolski             | Kogda poimesch umom                    | Wenn du den Verstand verstehst             | 3.54  |

### Aufnahme 1980
| Nr. | Lied                     | Autor            | Transkription           | Übersetzung              | Länge |
| --- | ------------------------ | ---------------- | ----------------------- | ------------------------ | ----- |
| 017 | Лето (Стать самим собой) | Romanow          | Leto (Stat samim soboj) | Sommer (Werde du selbst) | 3:09  |
| 018 | Так бывает               | Romanow/Kawagoe  | Tak bywajet             | Es passiert              | 3:11  |
| 019 | Сон                      | Romanow          | Son                     | Schlaf                   | 4:35  |
| 020 | Городок                  | Romanow          | Gorodok                 | Städtchen                | 4:32  |
| 020 | Хороший парень           | Romanow/Margulis | Choroschi paren         | Guter Junge              | 3:12  |

### Ausgabe 1993
Seite 1
| Nr.   | Lied                           | Autor                | Transkription                          | Übersetzung                                | Länge |
| ----- | ------------------------------ | -------------------- | -------------------------------------- | ------------------------------------------ | ----- |
| 01-1  | Мои песни                      | Romanow              | Moi pesni                              | Meine Lieder                               | 2:27  |
| 01-2  | Так бывает                     | Romanow/Kawagoe      | Tak bywajet                            | Es passiert                                | 3:01  |
| 01-3  | Друзьям                        | Romanow/Makarewitsch | Drusjam                                | Zu Freunden                                | 3:37  |
| 01-4  | Случилось что-то в городе моём | Romanow              | Slutschilos tschto-to w gorode mojom   | In meiner Stadt ist etwas passiert         | 4:11  |
| 01-5  | Снежная баба                   | Romanow              | Sneschnaja baba                        | Schneefrau                                 | 3:10  |
| 01-6  | Я тоже был                     | Romanow              | Ja tosche byl                          | Ich war auch                               | 4:35  |
| 01-7  | Я привык бродить один...       | Romanow              | Ja priwyk brodit odin...               | Ich bin es gewohnt, alleine zu wandern ... | 5:46  |
| 01-8  | Кто виноват?                   | Romanow              | Kto winowat?                           | Wer ist Schuld?                            | 3:45  |
| 01-9  | Звёзды                         | Romanow/Margilus     | Swjosdy                                | Sterne                                     | 3:30  |
| 01-10 | В жизни, как в тёмной чаще     | Romanow              | W schisni, kak w tjomnoi tschaschtsche | Im Leben wie im dunklen Dickicht           | 5:51  |

Seite 2
| Nr.   | Lied                     | Autor            | Transkription           | Übersetzung                        | Länge |
| ----- | ------------------------ | ---------------- | ----------------------- | ---------------------------------- | ----- |
| 02-1  | Музыкант                 | Nikolski         | Musykant                | Musikant                           | 5:54  |
| 02-2  | Зеркало мира             | Nikolski         | Serkalo mira            | Spiegel der Welt                   | 3:27  |
| 02-3  | Поиграй со мной, гроза   | Nikolski         | Poigrai so mnoi, grosa  | Spiel mit mir, Gewitter            | 3:23  |
| 02-5  | Я сам из тех...          | Nikolski         | Ja sam is tech...       | Ich selbst bin einer von denen ... | 4:34  |
| 02-5  | Ночная птица             | Nikolski         | Notschnaja ptiza        | Nachtvogel                         | 4:20  |
| 02-6  | Когда поймешь умом       | Nikolski         | Kogda poimesch umom     | Wenn du den Verstand verstehst     | 3.54  |
| 02-7  | Лето (Стать самим собой) | Romanow          | Leto (Stat samim soboj) | Sommer (Werde du selbst)           | 3:09  |
| 02-8  | Так бывает               | Romanow/Kawagoe  | Tak bywajet             | Es passiert                        | 3:11  |
| 02-9  | Сон                      | Romanow          | Son                     | Schlaf                             | 4:35  |
| 02-10 | Городок                  | Romanow          | Gorodok                 | Städtchen                          | 4:32  |
| 02-11 | Хороший парень           | Romanow/Margulis | Choroschi paren         | Guter Junge                        | 3:12  |

### Ausgabe 2002
| Nr. | Lied                           | Autor                | Transkription                        | Übersetzung                                | Länge |
| --- | ------------------------------ | -------------------- | ------------------------------------ | ------------------------------------------ | ----- |
| 01  | Мои песни                      | Romanow              | Moi pesni                            | Meine Lieder                               | 2:27  |
| 02  | Друзьям                        | Romanow/Makarewitsch | Drusjam                              | Zu Freunden                                | 3:37  |
| 03  | Случилось что-то в городе моём | Romanow              | Slutschilos tschto-to w gorode mojom | In meiner Stadt ist etwas passiert         | 4:11  |
| 04  | Так бывает (1 вариант)         | Romanow/Kawagoe      | Tak bywajet (1 wariant)              | Es passiert (1. Version)                   | 3:01  |
| 05  | Я привык бродить один...       | Romanow              | Ja priwyk brodit odin...             | Ich bin es gewohnt, alleine zu wandern ... | 5:46  |
| 06  | Звёзды                         | Romanow/Margilus     | Swjosdy                              | Sterne                                     | 3:30  |
| 07  | Лето                           | Romanow              | Leto                                 | Sommer                                     | 3:09  |
| 08  | Снежная баба                   | Romanow              | Sneschnaja baba                      | Schneefrau                                 | 3:10  |
| 09  | Я тоже был                     | Romanow              | Ja tosche byl                        | Ich war auch                               | 4:35  |
| 010 | Хороший парень                 | Romanow/Margulis     | Choroschi paren                      | Guter Junge                                | 3:12  |
| 011 | Сон                            | Romanow              | Son                                  | Schlaf                                     | 4:35  |
| 012 | Городок                        | Romanow              | Gorodok                              | Städtchen                                  | 4:32  |
| 013 | Кто виноват?                   | Romanow              | Kto winowat?                         | Wer ist Schuld?                            | 3:45  |
| 014 | Так бывает (2 вариант)         | Romanow/Kawagoe      | Tak bywajet (2 wariant)              | Es passiert (2. Version)                   | 3:11  |